# Pseudocopivaleria
Pseudocopivaleria is een geslacht van vlinders van de familie uilen (Noctuidae), uit de onderfamilie Cuculliinae.

## Soorten
- P. anaverta Buckett & Bauer, 1966
- P. sonoma McDunnough, 1941